# Comprimento
Na física, o comprimento é a grandeza física que expressa a distância entre dois pontos. Na linguagem comum se costuma diferenciar a altura (quando se refere a um comprimento vertical) e a largura (quando se fala de um comprimento horizontal). Também na física, e na engenharia, a palavra comprimento é sinônimo de distância, e se costuma utilizar o símbolo {\displaystyle l} ou {\displaystyle L} para representá-la.
O comprimento é considerado habitualmente como uma das grandezas físicas fundamentais; por isso não pode ser definido em termos de outras magnitudes que se podem medir. Mas o comprimento não é uma propriedade intrínseca de nenhum objeto dado que, segundo a teoria especial da relatividade (Albert Einstein; 1905), dois observadores poderiam medir o mesmo objeto e obter resultados diferentes.
O comprimento é uma medida de uma só dimensão, enquanto a área é uma medida de duas dimensões (comprimento ao quadrado), e o volume é uma medida de três dimensões (comprimento ao cubo). Em muitos sistemas de medidas, o comprimento é uma unidade fundamental, do qual derivam outras unidades.

## Unidades de comprimento
Há diferentes unidades de medida que são usadas para medir o comprimento, e outras que já foram usadas no passado. As unidades de medida podem se basear no comprimento de diferentes partes do corpo humano, na distância percorrida em número de passos, na distância entre pontos de referência ou pontos conhecidos da Terra, ou também no comprimento dum determinado objeto.
- No Sistema Internacional de Unidades (SI), a unidade básica do comprimento é o metro, e hoje em dia se define em termos da velocidade da luz. O centímetro e o quilômetro derivam do metro, e são unidades utilizadas habitualmente.
- As unidades usadas para expressar distâncias dentro da imensidão do espaço (astronomia), são muito maiores do que as que se usam habitualmente na Terra, e são (entre outras): a unidade astronômica, o ano luz e o parsec.

Por outra parte, as unidades usadas para medir distâncias muito pequenas, como no campo da química ou do átomo, se incluem o micrometro, o angstrom, o raio de Bohr ou o comprimento de Planck.